# The Impatient Maiden
The Impatient Maiden è un film del 1932 diretto da James Whale.
La sceneggiatura fu scritta da Richard Schayer e Winifred Dunn, basandosi sul romanzo The Impatient Virgin di Donald Henderson Clarke. Il film è inedito in Italia.